# 羅斯布蘭德山
47°24′55″N 13°28′44″E / 47.41528°N 13.47889°E

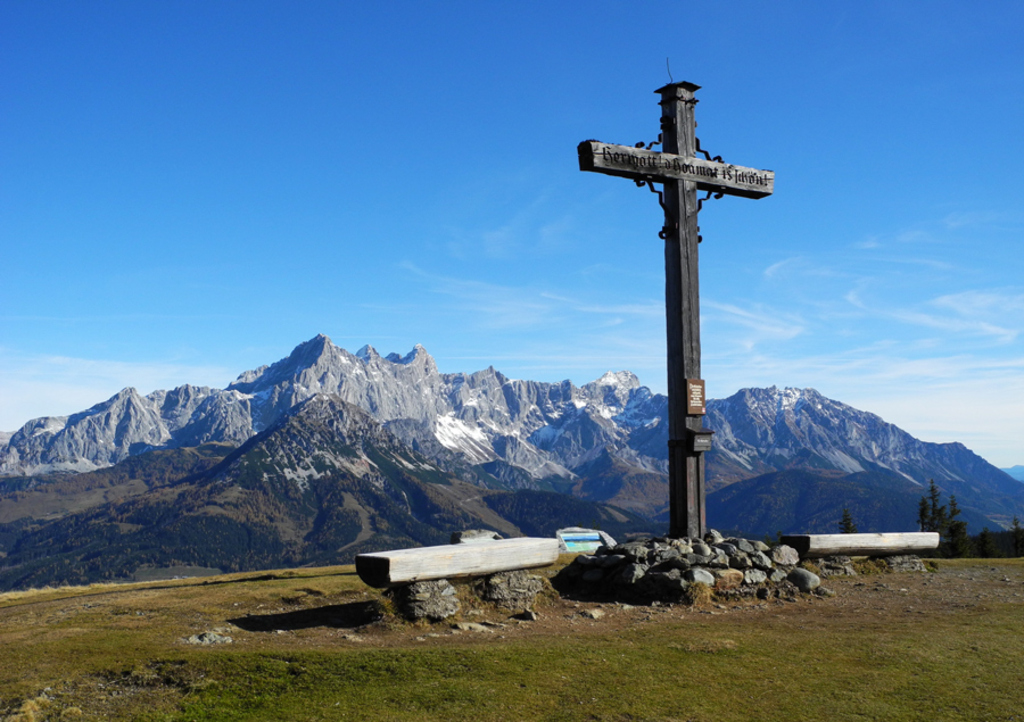

羅斯布蘭德山（德語：Rossbrand），是奧地利的山峰，位於該國中部，由薩爾茨堡州負責管轄，屬於薩爾斯堡板岩阿爾卑斯山脈的一部分，海拔高度1,770米。